# Мольденгавер, Пауль
Пауль Мольденгавер (нем. Johann Jacob Paul Moldenhawer; 11 февраля 1766, Гамбург Германия — 22 августа 1827, Киль Германия) — немецкий ботаник.

## Биография
Пауль Мольденгавер родился в семье богослова Иоганна Мольденгавера (нем. Johann Heinrich Daniel Moldenhawer). Первоначально Пауль Мольденгавер решил пойти по стопам своего отца, став богословом, и учился богословию в Кильском университете до 1783 года. В том же году переезжает в Данию и поступает на курс богословия в Копенгагенском университете, но в процессе учёбы ему очень понравилась тяга к естественным наукам и он решил сменить факультет. По окончании Копенгагенского университета, Пауль возвращается в Киль, где устраивается на работу в Кильский университет в качестве профессора, одновременно с этим занимал должность директора школы плодоводства в Киле.
Пауль Мольденгавер скончался в Киле и был похоронен на парковом кладбище Айххоф.

## Вклад в науку
Основные научные работы посвящены анатомии растений.
Первым описал строение растений, выделяющих млечный сок.

### Избранные научные труды
- Tentamen in historiam plantarum Theophrasti. Hamburgi: Sumtibus Benjamin Gottl. Hoffmann, 1791.
- Beyträge zur Anatomie der Pflanzen. XII, 335 S., VI Bl.: Ill.; 4 Kiel: Gedruckt in der Königlichen Schulbuchdruckerey durch C.L. Wäser, 1812.

## Список использованной литературы
- 1941 — Очерки по истории ботаники (ч.1).
- 1984 — Биологи. Биографический справочник